# Leon Pawlak
Leon Pawlak (ur. 23 marca 1905 w Dziekanowicach, zm. 13 grudnia 1972 w Poznaniu) – polski bibliotekarz i pedagog, dyrektor Biblioteki Raczyńskich w Poznaniu.

## Życiorys
Był magistrem pedagogiki i dyrektorem Wojewódzkiej Biblioteki Publicznej w Poznaniu. Z dniem 1 stycznia 1955 książnica ta została administracyjnie połączona z Biblioteką Raczyńskich, co trwało do 31 grudnia 1956. Przez ten okres Pawlak był dyrektorem tej zjednoczonej instytucji. Po rozłączeniu pozostał dyrektorem WBP (do 1960). Za jego kadencji oddano do użytku odbudowany gmach główny, który spłonął podczas działań wojennych w 1945. Autorką projektu budowlanego była Janina Czarnecka, a nadzór autorski i wyposażenie wnętrz powierzono jej mężowi - Władysławowi Czarneckiemu, przy współpracy Zygmunta Skupniewicza. W budynku znalazła siedzibą administracja obu bibliotek oraz działy merytoryczne Biblioteki Raczyńskich.
Został pochowany na Cmentarzu Junikowo w Poznaniu.